# Pic du Chili
Colaptes pitius
Espèce
Statut de conservation UICN

 LC  : Préoccupation mineure
Le Pic du Chili (Colaptes pitius) est une espèce d'oiseau appartenant à la famille des Picidae.